# Nieuwe Orde

Vlag van nazi-Duitsland

De Nieuwe Orde (Duits: Neuordnung), voluit de Europese Nieuwe Orde (Duits: Neuordnung Europas) is de benaming voor de nieuwe staatsorde en -indeling die nazi-Duitsland in haar eigen territorium en, tijdens de Tweede Wereldoorlog ook in de bezette gebieden, door nazificering van de gehele maatschappij tot stand wilde brengen.

## Omschrijving
Uiteindelijk doelde de benaming op de nieuwe staatsinrichting en ordening van Europa op basis van het fascisme resp. het nationaalsocialisme. De maatschappij van de Nieuwe Orde zou collectivistisch, 'völkisch' (gebaseerd op de raciale en culturele indeling), anti-kapitalistisch (inperking omvangrijk privébezit, richtlijnen van de staat m.b.t. bedrijven) en streng volgens het leidersbeginsel ('Führerprinzip') geregeerd worden. Enorme gebiedsdelen zouden bij het Duitse Rijk ingelijfd worden, voornamelijk in Oost-Europa. De nationaalsocialisten beschouwden de Nieuwe Orde als het scheppen van een 'paradijs op aarde', in essentie een utopie gebaseerd op de nationaalsocialistische ideologie.

## Indeling van Europa
Europa zou verdeeld worden tussen het Reich en zijn bondgenoten (Hongarije, Roemenië, Slowakije, Kroatië, Italië en Bulgarije). Hoewel in naam onafhankelijk zouden de nazi's echter waarschijnlijk de interne en buitenlandse politiek van de 'onafhankelijke bondgenoten' domineren. Vichy-Frankrijk zou wellicht een deel van bezet Frankrijk terugkrijgen zolang de Duitsers de facto de baas bleven, al zouden de Duitsers een enorme strook gebied in het oosten van het land zoals de Elzas en Lotharingen bij Duitsland "herinlijven", aangezien deze gebieden tot het einde van de Eerste Wereldoorlog onderdeel van het Duitse Rijk geweest waren.
Nederland, Denemarken, Vlaanderen en Noorwegen zouden waarschijnlijk gereduceerd worden tot vazalstaten. Er waren ook plannen om deze 'Germaanse Broederstaten' te annexeren als nieuwe onderdelen van het nazirijk, dat dan tot Grossgermanisches Reich Deutscher Nation (Groot-Germaanse Rijk der Duitse Natie) omgedoopt zou worden. Zo zou Nederland ogenschijnlijk als Gouw Westland bij dit Groot-Germaanse Rijk ingelijfd moeten worden. Fritz Schmidt, een hoog nazileider in bezet Nederland (en die er overigens naar streefde om zelf de gouwleider van dit gewest te worden) stelde dat het desnoods Gouw Holland mocht heten, zolang het Wilhelmus er maar niet meer gezongen werd.
Spinnenwebben van Autobahnen en Breitspurbahnen zouden heel Europa moeten verbinden. Duitsland zou het kerngebied worden van de nieuwe Europese beschaving.

## Lebensraum im Osten
In het oosten, Duitslands Lebensraum, zou echter met ijzeren vuist geregeerd worden. Het zogeheten Generalplan Ost (GPO), oftewel 'Algemeen Plan voor het Oosten', voorzag in de complete verbanning van ruim 45 miljoen Slavische mensen evenals veel Balten tot achter de Oeral, zodat deze gebieden door Duitsers bevolkt konden worden. Naar Hitlers orders moest de Krim bijvoorbeeld zo snel mogelijk van alle "vreemde volkeren" vrijgemaakt worden, alvorens het als de provincie Gotenland aan het Duitse Rijk toegevoegd zou worden.
De al aanwezige Volksduitsers zouden aangevuld worden met nieuwe migrerende boeren uit het westen, in eigen Rein-Arische (‘zuiver arische’) dorpen wonen en een elite van herenboeren vormen. De goede gronden van onder andere Oekraïne zouden door hen bewerkt worden om zo de 'graanschuur van het Reich' te vormen waarmee de snelgroeiende Duitse bevolking gevoed zou worden. Ze zouden leven onder de bescherming van plaatselijke "burchten" waarin verdienstelijke SS'ers of ex-officieren als gouverneurs of gouwhoofden zouden heersen. Tevens zouden er Autobahnen gebouwd worden tot diep in Oost-Europa, waarlangs nieuwe Duitse steden en dorpen moesten verrijzen. De Duitsers probeerden ook Nederlanders naar deze gebieden te lokken met beloftes van grote lappen grondgebied, en Himmler wilde later ook dwangmatig Hollanders en Vlamingen vestigen in het veroverde oosten. Onder meer de "Nederlandsche Oost Compagnie" (naar de VOC, de Vereenigde Oostindische Compagnie) hield zich bezig met deze activiteiten, waar tijdens de oorlog niets van terechtkwam.
Onderaan deze feodale samenleving zouden de resterende Poolse of Russische boeren en arbeiders staan, die net genoeg onderwijs zouden krijgen om aanwijzingen op te volgen en net genoeg voedsel en zorg om zich dood te werken voor hun Germaanse Heren en Meesters. De Slavische steden zouden naar de plannen 'ontmanteld' (lees: verwoest) worden en de bevolking gedeporteerd, waarschijnlijk naar vernietigingskampen of deportatie naar Siberië. Na verloop van tijd zouden de achterblijvers aan ziektes en honger sterven en "gelukkig ook opgeruimd" zijn. In Europees Rusland zou het snel slinkende restant van de Slavische en Turkstalige bevolking (voorlopig: tot de Neue Ordnung in de Lebensraum geconsolideerd was) ten oosten en zuidoosten van de Oeral teruggedrongen worden waar zij als in de Middeleeuwen zouden moeten leven. De Luftwaffe zou iedere industrie of iedere kiem van verzet in dit restantgebied genadeloos bombarderen.
Generalplan Ost moest voltooid worden in een tijdsduur van 25 tot 30 jaar, waarbij er 10-15 miljoen Duitsers in deze gebieden gevestigd zouden zijn. Volgens plannen van de SS, eigenlijk Himmler, streefde men echter naar een bevolkingsaantal van ongeveer 300 miljoen (!) Duitsers tegen het jaar 2000. Enkele keren sprak hij van zelfs nóg gigantischere aantallen van 400 of 500 miljoen. Deze zouden voor een groot deel de Neue Lebensraum koloniseren, de door het Derde Rijk veroverde nieuwe gebieden in Oost-Europa die daarvoor klaar lagen. Tegen die tijd zou de 'ontginning' van (lees: genocide in) deze gebieden voltooid zijn.

## Rassenzuivering en volkerenmoord
Er bestonden plannen voor de verwijdering van bepaalde "asociale elementen" (onverbeterlijke misdadigers, zigeuners, zwervers en gehandicapten) uit de samenleving, hetzij door uitroeiing, hetzij door sterilisatie. De Joden zouden naar de oorspronkelijke officiële plannen naar Madagaskar worden overgebracht, maar dit Madagaskarplan werd gestopt na het uitblijven van een overwinning op Groot-Brittannië. Hierna ging men over op wat de nazi's beschreven als de Endlösung (het "laatste antwoord op het Joodse vraagstuk"). Dit hield in de totale uitroeiing (genocide) van de gehele Joodse bevolking van Europa (en hadden de gebiedsveroveringen zo ver gereikt, ook elders), beter bekend als de Holocaust. Op de Wannseeconferentie werd besloten tot uitroeiing door vergassing middels het pesticide Zyklon B; volgens de latere Duitse filosoof Sloterdijk bedienden de nazi's zich opzettelijk van dit verdelgingsmiddel omdat zij hun tegenstanders niet als mens zagen, maar als uit te roeien parasieten: een dergelijk middel werd daarbij passend geacht. Gedurende de oorlog werden rond de 12 miljoen Joden en andere "ongewenste groepen" daadwerkelijk vermoord. Naar de kolonisatieplannen omtrent Oost-Europa zouden de Slavische volkeren die in deze gebieden woonden uiteindelijk een soortgelijk lot ondergaan.

## Leven in het nazirijk

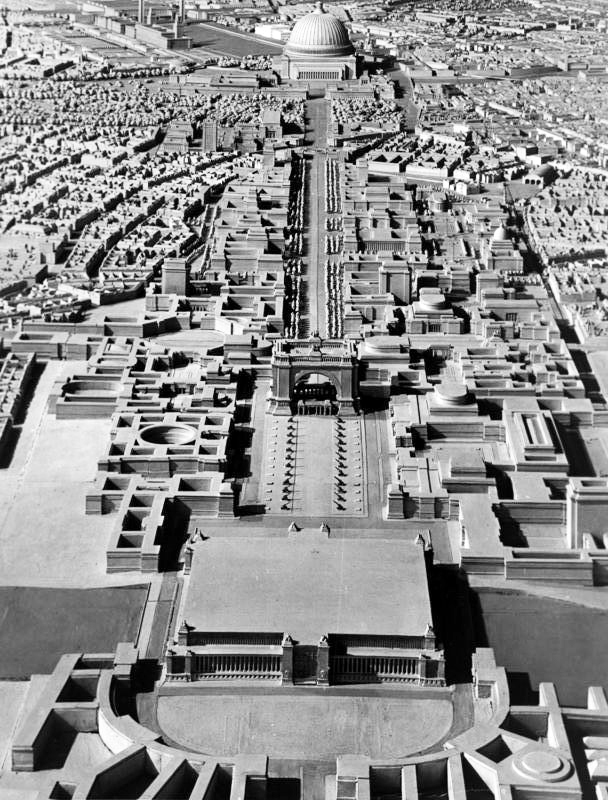
Schaalmodel van Welthauptstadt Germania (1939)

De eigen bevolking zou ondertussen op dezelfde wijze geknecht zijn als dit in 1933-1945 al gebeurde. De jonge man zou voor een carrière, naast de school (waar ook vakken als "rassenleer" zouden worden gegeven) en beroepsonderwijs, de Hitlerjugend moeten doorlopen, tot hij oud genoeg was om in het leger te gaan, boer, arts, ambtenaar of arbeider te worden. Lidmaatschap van de Partij zou uiteraard, zeker voor de hogere functies, verplicht worden. De jonge vrouw zou via school en de Bund Deutscher Mädel worden voorbereid op haar taak: het moederschap en het baren van kinderen voor het Reich, om hierbij voortdurende bevolkingsgroei te ondersteunen. Wie ongetrouwd was of haar man verloren had, zou door "dekhengsten" van de SS worden bevrucht. Wie niet snel genoeg zwanger werd zou moeten uitleggen waarom. De SS zou de rol toebedeeld krijgen die de SA voor 1934 begeerde (en de SS overigens in 1945 ook realiseerde), namelijk die van een elitekorps en een staat in een staat.
Religieus streefden de nationaalsocialisten naar de volledige uitroeiing van het judaïsme, het christendom en overige cultussen, die allemaal vervangen zouden moeten worden door het völkische geloof, dat gebaseerd zou zijn op volk, ras en staat. Wezenlijke fundamenten voor de religieuze component van de Nieuwe Orde waren het Germaanse heidendom, maar ook stromingen uit het occultisme en de theosofie, waarvan leiders als Heinrich Himmler en Alfred Rosenberg aanhangers waren. Religieus centrum voor Groot-Duitsland moest de occult-mystieke Wewelsburg worden als "Zentrum der Neuen Welt". Adolf Hitler en Martin Bormann voelden echter meer voor een atheïstische staatsfilosofie die religie überhaupt moest vervangen.
Hitler maakte de meest fantastische architectonische ontwerpen voor de toekomst, die zijn 'huisarchitect' Albert Speer vervolgens voor hem uitwerkte. Hitler was een liefhebber van megalomaan grote gebouwen in een gecombineerd minimalistische neoclassicistische stijl, waarbij de menselijke maat geheel verdwenen was. Zowel Berlijn, dat herdoopt zou worden tot Welthauptstadt Germania (Wereldhoofdstad Germania), als ook in eerste instantie Wenen, moest worden herbouwd tot "supersteden", waarvoor de omringende dorpen zouden moeten verdwijnen. Tijdens de gehele Anschlussperiode (1938-1945) beroofde Hitler echter Wenen stelselmatig van bestuursmacht, waarschijnlijk als wraak voor de miserabele tijd die hij er zelf had doorgebracht. Linz, waar Hitler zijn jeugdjaren doorbracht, zou Wenen als superstad en tweede hoofdstad wellicht moeten vervangen. Iedere vier jaar zouden dan wat Kirgiezen of andere 'stammen' uit randgebieden van het Rijk naar de hoofdstad gehaald mogen worden om zich aan de pracht en praal van de hoofdsteden te vergapen.
Hitler verwachtte dat tegen 1950 zijn 'Welthauptstadt Germania' voltooid zou zijn. Het plan was dan dat er een grote wereldtentoonstelling in zijn hoofdstad gehouden zou worden waarna Hitler met 'pensioen' zou gaan en zich zou terugtrekken in Linz voor zijn laatste jaren. Hij had zelfs al plannen voor een groot mausoleum in Linz waar hij na zijn dood begraven wilde worden.

## Wereldheerschappij

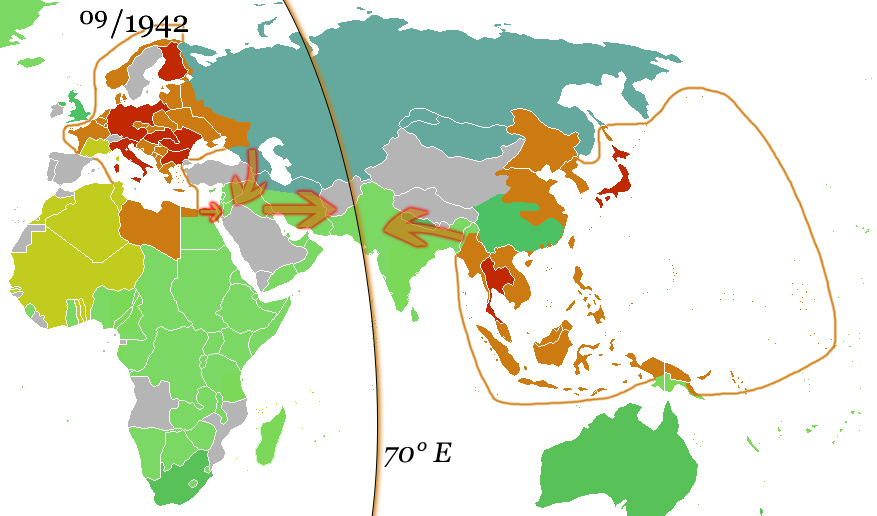
Duitse en Japanse invloedssferen op hun hoogtepunt in de herfst van 1942. De 70ste meridiaan oost was voorgesteld als algemene verdelingslijn van Azië in januari 1942 tussen de twee asmogendheden. De pijlen wijzen de geplande bewegingen richting deze hypothetische grens aan.

In 1942 was in het geheim al een afspraak met Japan gemaakt voor de 'uiteindelijke' verdeling van Azië: Duitsland zou tot aan de Jenisej-rivier in Midden-Siberië oprukken terwijl Japan Oost-Siberië, China, India, Zuidoost-Azië, en Australië en Oceanië mocht veroveren. Afrika en het Midden-Oosten zouden echter tot de invloedssfeer of territorium van Duitsland en Italië behoren.
Als Duitsland eenmaal een continentale grootmacht zou zijn geworden, zou de volgende generatie een gooi kunnen doen naar de Weltherrschaft (wereldheerschappij). Met de intussen flink vergrote industriële capaciteit zou men een dusdanig grote militaire capaciteit kunnen opbouwen dat men met de laatste rivaal (de Verenigde Staten) uiteindelijk zou kunnen afrekenen. Eventueel in de nog verdere toekomst zou ook met Japan korte metten gemaakt worden waarna het Deutsches Reich de wereld zou beheersen.
Men moet hierbij echter bedenken dat bewijs voor dergelijke vooropgezette plannen van Hitler om de wereld te veroveren schaars is. Onder historici bestaat geen consensus over de precieze strategische planning van Hitler en nazi-Duitsland, bekendstaand als het historische debat tussen de "globalisten" enerzijds (Hitler doelde er serieus naar om de gehele wereld te veroveren), en de "continentalisten" anderzijds (Hitler wilde enkel het Europese continent onder Duitse heerschappij brengen). Wel is volgens veel historici aannemelijk dat Hitler in elk geval zijn vooroorlogse plannen voor gebiedsuitbreiding in het oosten (Lebensraum) wilde verwezenlijken, waardoor uiteindelijk een oorlog met de Sovjet-Unie onvermijdelijk lijkt maar over concrete plannen daarna zijn slechts schaarse bewijzen; veelal slechts anekdotische opmerkingen van Hitler bij diverse gelegenheden. Het meeste bewijs bestaat voor een ad-hocstrategie, gebruikmaken van de mogelijkheden van het moment, gebaseerd op de onverwachte militaire successen in het Westen en de hoop op herhaling van de Blitzkrieg tegen de Sovjet-Unie. Bovendien is het goed mogelijk dat Hitler door zijn diplomatieke en later militaire successen steeds hoogmoediger werd en daardoor steeds hoger inzette en grotere risico's nam. Toen Hitler de Britten vrede aanbood na de gewonnen Slag om Frankrijk vergeleek Mussolini's schoonzoon graaf Ciano hem met een gokker: Hitler is de gokker die zijn grote slag heeft geslagen en van de tafel zou willen opstaan om niets meer te riskeren. Slechts een minderheid van historici gelooft in daadwerkelijke plannen voor wereldheerschappij.

## Hitlers plannen in de praktijk
Hitler begon met de uitvoering van zijn plannen direct nadat hij in 1933 de alleenheerschappij in Duitsland had veroverd. In datzelfde jaar werden de eerste anti-joodse maatregelen al genomen en werd begonnen met het dienstbaar maken van de Duitse samenleving en industrie aan een veroveringsoorlog. In 1939 waren de Duitse Joden al gedegradeerd tot rechteloze burgers en werden al plannen voorgesteld voor een definitieve Endlösung van het 'Joodse probleem'. Eveneens begon in datzelfde jaar de Tweede Wereldoorlog met de inval in Polen. Met de aanval op de Sovjet-Unie in juni 1941 (operatie Barbarossa) wilde Hitler in een klap de Russische aartsrivaal vernietigen, Lebensraum verkrijgen voor nazi-Duitsland, en tegelijk Duitsland verheffen tot de status van wereldmacht. Deze megalomane plannen waren eind 1941 al onmogelijk geworden toen, na het falen van Operatie Taifun (een laatste poging om Moskou te bezetten), vaststond dat een snelle Blitzkriegoverwinning tegen de Sovjet-Unie mislukt was. Nu begon een langdurige strijd van attritie (uitputtingsoorlog) tussen de nazi's en de sovjets: degene met de grootste reserves en bronnen aan manschappen, materieel en productiecapaciteit voor oorlogsmateriaal zou nu uiteindelijk winnen. Duitsland was op al deze terreinen ernstig in het nadeel ten opzichte van de Sovjet-Unie. Bovendien was de grootste economie van de wereld, de Verenigde Staten, bij Hitlers tegenstanders gekomen. In de lente van 1945 was nazi-Duitsland dan ook uiteindelijk verslagen, totaal verwoest en bezet door de geallieerden.

## De Lage Landen en de Nieuwe Orde
In Nederland werd de benaming gebezigd door zowel de NSB als door verschillende andere vooroorlogse fascistische partijen. In Nederlandse nationaalsocialistische kringen sprak men echter ook wel van de Nieuwe Tijd (zoals in het NSB-lied Daar klinken trommels door de straten). In een Belgische context werd de benaming voornamelijk gebezigd door de toenmalige collaborerende groepen zoals DeVlag, Rex of VNV. Politiek-topografisch gezien wilden de meeste aanhangers van de Nieuwe Orde aanvankelijk de samenvoeging van Nederland en Vlaanderen. Later werd echter steeds meer duidelijk dat de Duitsers de Nieuwe Orde vorm wilden geven in één Groot-Germaans (Groot-Duits) Rijk waarin ook de Lage Landen moesten opgaan.